# Iso-Löysäkkä
Iso-Löysäkkä är en sjö i kommunen Kemijärvi i landskapet Lappland i Finland. Sjön ligger 215,1 meter över havet. Arean är 50 hektar och strandlinjen är 3,41 kilometer lång. Sjön  ingår i Kemi älvs huvudavrinningsområde.   Den ligger omkring 72 kilometer nordöst om Rovaniemi och omkring 760 kilometer norr om Helsingfors. 